# Echinogammarus karadagiensis
Echinogammarus karadagiensis is een vlokreeftensoort uit de familie van de Gammaridae. De wetenschappelijke naam van de soort is voor het eerst geldig gepubliceerd in 2009 door Grintsov.